# Projekt 865

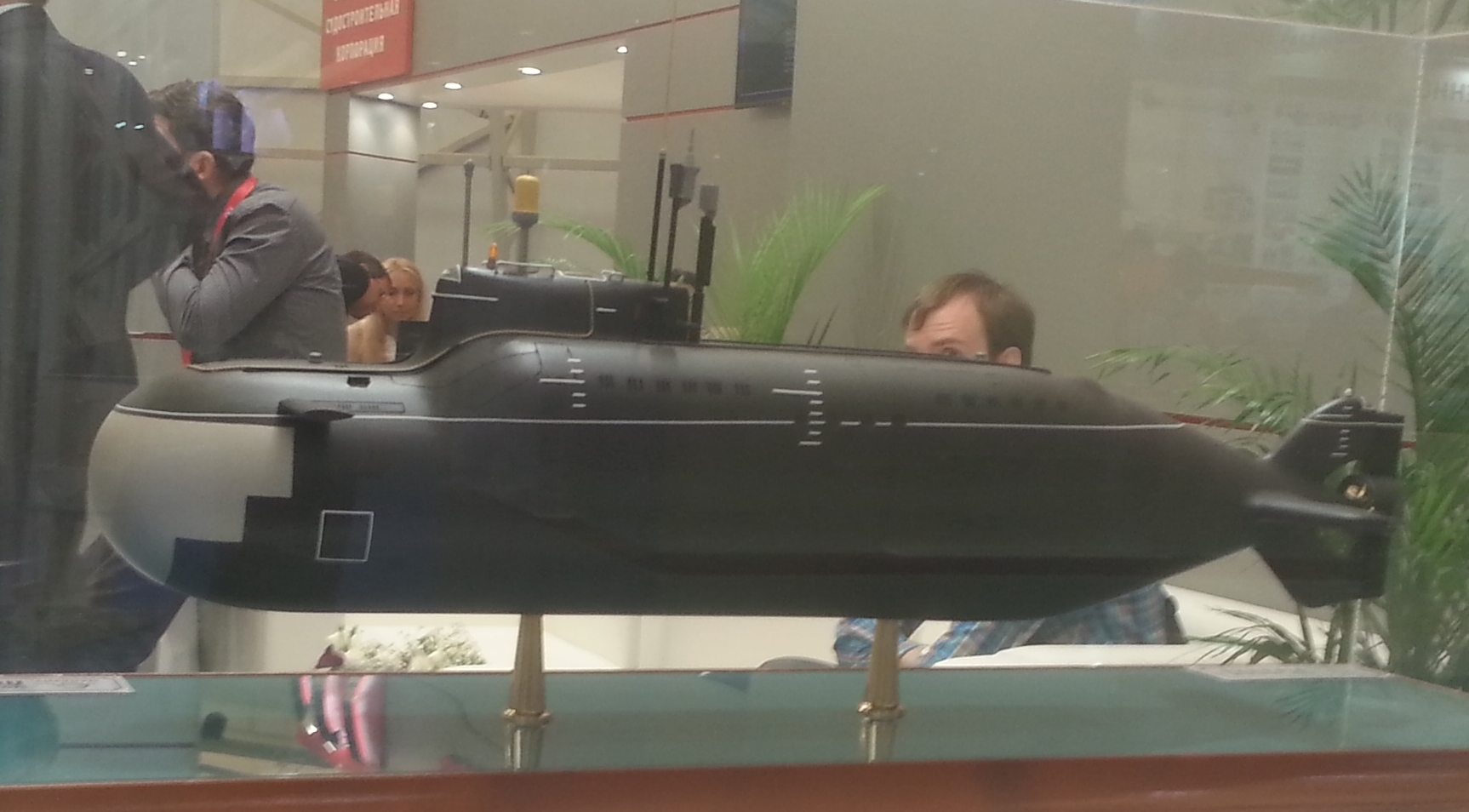
Model jedné z ponorek

Projekt 865 Piraňa (v kódu NATO třída Losos) byla třída ponorek Sovětského námořnictva. Jejich hlavním úkolem bylo provádění speciálních operací, zejména přeprava až šesti žabích mužů od Specnaz. Celkem byly postaveny dvě jednotky této třídy. Prototypová ponorka byla ve službě od roku 1988. Po rozpadu SSSR ponorky převzalo ruské námořnictvo. Jejich služba však byla velmi krátká. Vyřazeny byly roku 1996.

## Stavba
Vývoj ponorek zahájila v 70. letech 20. století sovětská konstrukční kancelář Malachit. Vývoj vedl šéfkonstruktér L. V. Černopjatov. Celkem byly loděnicí Leningradskoje Admiraltějskoje objediněnije (Leningradské Admiralitní sdružení) v Leningradu postaveny dvě jednotky této třídy. Do služby byly přijaty v letech 1988 a 1992.
Jednotky projektu 865:
| Jméno  | Založení kýlu | Spuštěna | Vstup do služby   | Status                      |
| ------ | ------------- | -------- | ----------------- | --------------------------- |
| MS-520 | 1984          | 1986     | 30. prosince 1988 | Vyřazena 1996, sešrotována. |
| MS-521 | 1987          | 1990     | 25. prosince 1992 | Vyřazena 1996, sešrotována. |

## Konstrukce
Ponorky měly dvoutrupou konstrukci. Vnitřní trup byl postaven z titanové slitiny. Kromě tříčlenné posádky ponorka pojmula ještě šest dalších osob. Po stranách věže se nacházely čtyři trubice. Vnitřní pár byly dva 533m torpédomety, do kterých mohlo být uloženo po jednom 400mm torpédu, nebo mině. Vnější pár sloužil pro uložení miniponorek pro žabí muže. Například dva prostředky Sirena-UM, nebo několik prostředků Proton. V přídi byla přetlaková komora pro potápěče. Pohonný systém tvořil dieselový generátor o výkonu 160 kW a elektromotor o výkonu 82 hp, pohánějící jeden lodní šroub. Energie byla ukládána do klasických olověných akumulátorů. Nejvyšší rychlost dosahovala 6,28 uzlu na hladině a 6,5 uzlu pod hladinou. Operační hloubka ponoru dosahovala 180 metrů a maximální 200 metrů.